# Liste der Monuments historiques in Luitré-Dompierre
Die Liste der Monuments historiques in Luitré-Dompierre führt die Monuments historiques in der französischen Gemeinde Luitré-Dompierre auf.

## Liste der Bauwerke
| Bezeichnung    | Beschreibung    | Standort         | Kennzeichnung | Schutzstatus | Datum | Bild           |
| -------------- | --------------- | ---------------- | ------------- | ------------ | ----- | -------------- |
| Friedhofskreuz | 16. Jahrhundert | in Luitré (Lage) | PA00090622    | Classé       | 1912  | weitere Bilder |

## Liste der Objekte
- Monuments historiques (Objekte) in Luitré in der Base Palissy des französischen Kultusministeriums
- Monuments historiques (Objekte) in Dompierre-du-Chemin in der Base Palissy des französischen Kultusministeriums